# Poša
Poša é um município da Eslováquia, situado no distrito de Vranov nad Topľou, na região de Prešov. Tem 8,44 km² de área e sua população em 2018 foi estimada em 950 habitantes.

## Demografia
| Ano:        | 1994 | 2004    | 2014    | 2024   |
| ----------- | ---- | ------- | ------- | ------ |
| Broj ljudi: | 762  | 841     | 941     | 1010   |
| Razlika:    |      | +10,36% | +11,89% | +7,33% |

| Ano:               | 2023 | 2024   |
| ------------------ | ---- | ------ |
| Número de pessoas: | 996  | 1010   |
| Diferença:         |      | +1,40% |